# Abadía de Beaupré (Grimminge)
La abadía de Beaupré se encontraba anteriormente en Grimminge, en Bélgica, sobre el río Dendre, no lejos de Grammont. Los edificios restantes ahora forman parte de un dominio privado.
La abadía fue fundada en 1228, destruida durante las revueltas de las mendigos y reconstruida en 1590. La Revolución francesa definitivamente dio el toque de gracia a la abadía.

## Abadesa en "Bellum Pratum"
Las abadesas fueron elegidas de grandes familias, de la antigua nobleza.
| XXX    | 1630-1661 | Maximilienne de Oyenbrugghe |                                            |
| XXXI   | 1661-1668 | Antonia de Quarré           | Enterrada con su cuñado el conde de Ledron |
| XXXII  | 1668-1681 | Lutgardis de Le Poire       |                                            |
| XXXIII | 1681-1704 | Angelina de Lanfranchye     | Entró con su hermano Jacques de Lanfrancye |
| XXXIV  | 1704-1714 | Anna de Fraye               |                                            |
| XXXV   | 1715-1727 | Fievet                      |                                            |
| XXXVI  | 1727-?    | Bona de Lambrecht           |                                            |